# Adèle Euphrasie Barbier
Pour les articles homonymes, voir Barbier.
Adèle Euphrasie Barbier   (Caen, 4 janvier 1829, – Westbere, 18 janvier 1893) est une religieuse française fondatrice des Sœurs de Notre Dame des Missions, qui a établi des écoles en Nouvelle-Zélande et ailleurs.

## Sources
1. ↑  Aimé Coulomb, Vie de la très révérende mère Marie du Cœur de Jésus, née Euphrasie Barbier, Paris, Édition Vic et Amat, 1902.
2. ↑  
Elizabeth Isichei, Dictionary of New Zealand Biography, Nouvelle-Zélande, Ministry for Culture and Heritage (lire en ligne), « Adèle Euphrasie Barbier ».